# Alcalde (juez)
Un alcalde fue un magistrado o juez con atribuciones judiciales cuyo nombramiento era de origen popular, señorial, real o mixto. Este cargo era frecuente en reinos hispánicos durante época medieval y, aunque en algunos casos pudo compartir atribuciones gubernativas, no debe confundirse con el cargo actual de alcalde, figura nacida a mediados del siglo XIX como jefe de un gobierno municipal y con el cual comparte etimología.

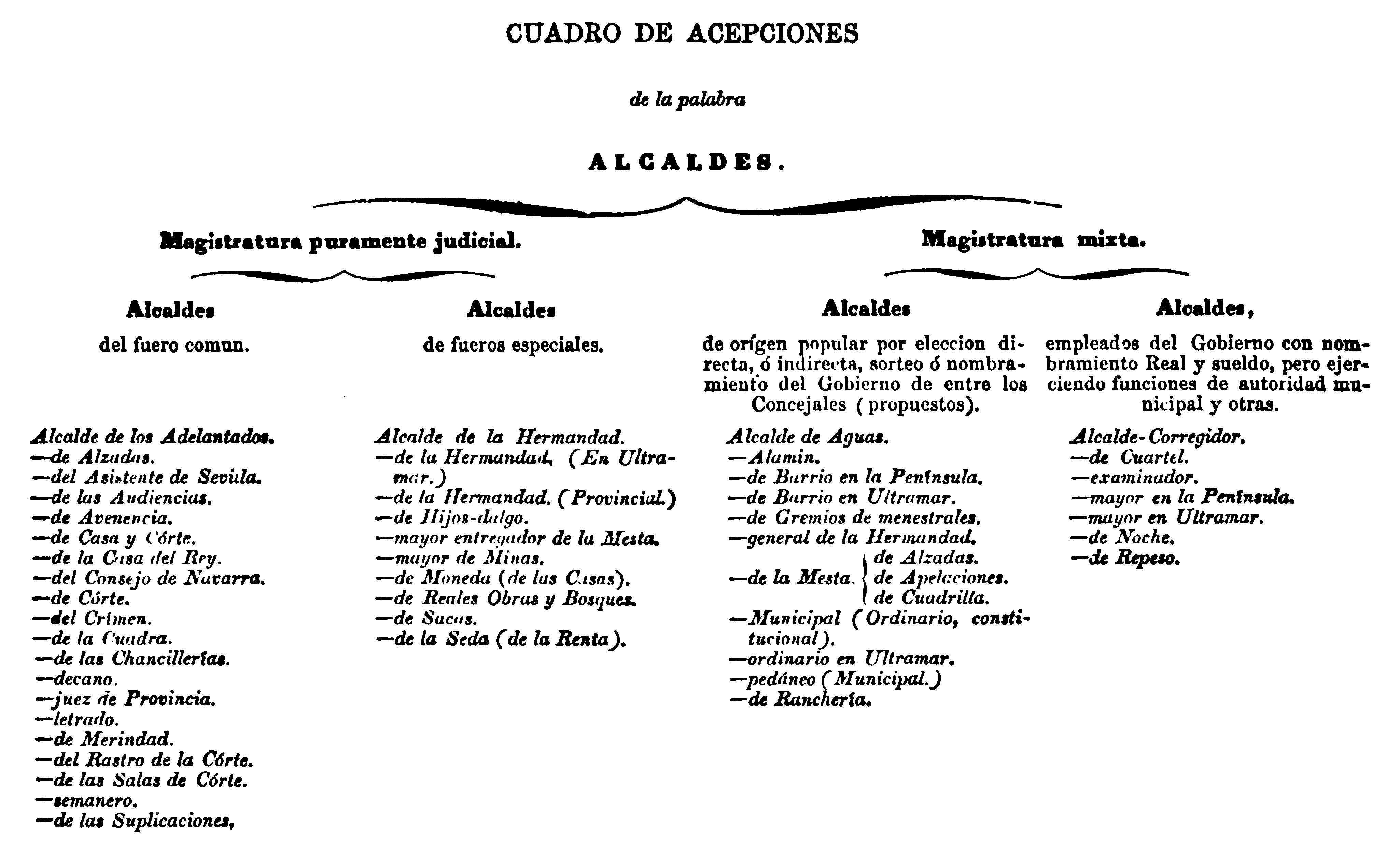
Cuadro sinóptico de acepciones de la palabra Alcalde en el Diccionario universal del Derecho español (1853) de Patricio de la Escosura.

## Historia
En España el concepto ha experimentado una evolución histórica significativa que obliga a no confundir la figura administrativa, gubernativa, salvo algunas excepciones, con la figura judicial de un alcalde ejerciendo funciones de magistrado o juez. Será a partir de 1812, con la Constitución de Cádiz, cuando «los alcaldes constitucionales evolucionan en sus funciones aunque mantienen la misma denominación.» Desde 1834 sus funciones judiciales desaparecen, asumidas a veces por alcaldes o jueces de paz, y ya desde 1845 es cuando se fusionan las figuras del corregidor con la de un alcalde, «como "jefe del municipio" encargado de la "administración local" y como primera autoridad civil en el municipio».

«...Alcalde significa aquella persona a quien aquel que tiene autoridad para nombrarle constituye en la dignidad de Juez de aquel pueblo o pueblos para que le confiere jurisdicción. Esta voz es árabe, deducida de la voz Cadi, que en nuestra lengua equivale a la de juez, o gobernador de algunas gentes, que tiene muchas acepciones, y cada una distingue su ejercicio y jurisdicción...».

El estudioso de las instituciones españolas, García de Valdeavellano afirmaba en 1968:

«En Aragón y Navarra, lo corriente antes del siglo XII fue que el Rey designase en la ciudad un magistrado local, con funciones gubernativas y judiciales, llamado Justicia, Alcalde o, por influencia árabe, Zalmedina (de sahib al-madina = señor de la ciudad), elegido entre los bonihomines de la población. Pero en el siglo XII se había reconocido ya, en Castilla y en Aragón, a algunos Concejos el derecho a elegir su Juez y sus Alcaldes, además de los oficiales que, como los «jurados» eran ya de elección popular en todas las comunidades locales. Con esta designación de los jueces, justicias y alcaldes por la asamblea vecinal, el Municipio se hizo cada vez más independiente del poder real o señorial.»

### Reinos de León y Castilla
En los casos de León y Castilla los alcaldes aparecían como autoridades judiciales subordinadas al juez, «en número de dos, cuatro o seis, generalmente uno por cada collación o parroquia, elegido por esta y que constituían en la población un tribunal colegiado de jueces ordinarios (Curia alcaldum, Corral de alcaldes), presidido por el Juez.» Posteriormente, durante la Baja Edad Media, estos alcaldes locales eran conocidos como Alcaldes de fuero, «en cuanto su nombramiento, facultades y competencia los determinaba el fuero o derecho de cada lugar y, por otra parte, ellos mismo juzgaban conforme a ese fuero.»
Pero esta administración de la justicia ordinaria en los municipios castellanos la compartían los «alcaldes de fuero», o concejiles, con otros jueces de designación real conocidos como «alcaldes del Rey», que actuaban como delegados en el municipio de la potestad judicial propia del príncipe.
En tanto que el juez, cabeza del municipio y presidente del tribunal o Curia formado por los alcaldes, fue siempre una magistratura unipersonal, los alcaldes de fuero o concejiles eran varios, dos como mínimo, dependiendo su número muchas veces de las «collaciones» en que se dividía atribuciones la ciudad.
Al Juez del Municipio le competía:
1. convocar la reunión concejil, o asamblea vecinal, mediante el correspondiente llamamiento que realizaba el «sayón» o el «pregonero»;
2. cuidar del mantenimiento de la paz pública en la población y su término;
3. prestar protección a las viudas y huérfanos;
4. administrar justicia en tanto que presidente de la «Curia de los alcaldes»;
5. acudir al ejército del Rey con la hueste municipal y llevando personalmente el pendón del concejo.

Las competencias de los alcaldes concejiles eran esencialmente judiciales, aunque también las había de otro tipo:administrativas, económicas e incluso militares (policía rústica y urbana, pesos y medidas, precios de las subsistencias, organización de la hueste municipal).

### Reino de Navarra
En el caso del Reino de Navarra, por ejemplo, «desempeñaba sus funciones judiciales» en el ámbito jurisdiccional y territorial propio del concejo o municipio. En el Diccionario de Antigüedades del Reino de Navarra, Yanguas y Miranda dice sobre ellos:

«Parece que solo los había en los pueblos libres o privilegiados, y que en los demás eran jueces los señores, los merinos, bailes y otros funcionarios del rey.»

Añade después que era competencia del rey su nombramiento y que los debía elegir «de tres vecinos propuestos por los jurados y concejo» aunque había pueblos, como Lana, que nombraba libremente a su alcaldes. Un jurado era entonces el equivalente a un concejal o regidor.

Debía celebrar, el alcalde, tres días de cort (audiencia) en la semana y determinar los pleitos oídas las razones alegadas por ambas partes: en casos muy dudosos, no contenidos en el fuero, debía oír también a los jurados o siete hombres buenos del pueblo. Las sentencias debían ser aprobadas por el señor o por el rey: hecho esto nunca será retornado ni revocado, que si ansí no fuese, nunqua se se acabarían pleitos.

Los alcaldes «que oyeren pleitos, pueden tomarse plazo de un día para determinar», es decir, la sentencia debía dictarse, acabada la parte de audiencia de las partes, en un día. Estas sentencias las debía ejecutar el ricohombre «que tuviere el Gobierno de la Comarca, o por el Merino; a no ser que hubiere apelación a Corte, o que el reo sea hidalgo, en cuyo caso el querellante acudirá ante el Rey o su Lugarteniente.»
En torno a 1364 «había alcaldes en todas las buenas villas o pueblos que tenían voto en Cortes.» Yanguas apunta a que «estas disposiciones forales eran, sin duda, anteriores al establecimiento del tribunal llama Corte o cuando solo se ocupaba éste de las cuestiones entre los pueblos.»
En el Privilegio de la Unión (1423) se distingue claramente sus funciones judiciales frente a los jurados encargados de la administración de la ciudad de Pamplona. Ambos comparten la Casa de la Jurería (ahora edificio consistorial) para ejercer sus responsabilidades. Como indica Francisco Salinas Quijada, «sus facultades se limitaban a fallar en primera instancia los asuntos civiles de cuantía inferior a veinticuatro ducados, y las causas criminales de escasa importancia». Es el mismo autor quien apunta que eran nombrado por el rey entre una terna propuesta por los jurados o el concejo, aunque también existían municipios que gozaban del privilegio de un libre nombramiento de alcaldes, como el Valle de Lana.